# スクゥイーズ・ミー、プリーズ・ミー
- スクゥイーズ・ミー、プリーズ・ミー
- スクイーズ・ミー、プリーズ・ミー

「スクゥイーズ・ミー、プリーズ・ミー」（Skweeze Me, Pleeze Me）は、スレイドの楽曲である。作詞作曲はノディ・ホルダーとジム・リーで、プロデューサーはチャス・チャンドラー。1973年にシングルで発売され、全英シングルチャートで最高位1位を獲得した。オリジナル・アルバムには未収録となり、コンピレーション・アルバム『スレイデスト』でアルバム初収録となった。

## 背景
1973年2月にシングル『カモン!!』を発売し、全英シングルチャートでバンド初の初登場首位を獲得し、1969年にビートルズの『ゲット・バック』以来となる4週連続での首位を獲得した。「スクゥイーズ・ミー、プリーズ・ミー」は『カモン!!』に続くシングルとして、米国ツアー期間中にロサンゼルスにあるA&Mスタジオでレコーディングされた。1973年6月にシングル盤として発売され、発売初週から3週連続での1位を獲得。なお、シングルは発売初週で30万枚の売り上げを記録した。
リーは、ビルストンにあるパブ「The Trumpet」で、地元のピアニスト、レッグ・キールの演奏に対して、観客がコーラスで参加することに触発されて本作のアイデアが浮かんだ。
本作が発売された翌月にドラマーのドン・パウエルが自動車事故により負傷し、6週間にわたって入院することとなった。

## リリース
「スクゥイーズ・ミー、プリーズ・ミー」は、イギリス、ドイツ、アルゼンチン、ニュージーランド、南アフリカ、ヨーロッパ、オーストラリア、ニュージーランド、アイルランド、ユーゴスラビア、日本などの国で7インチシングル盤として発売された。B面には「ホット・クラブ」が収録され、2007年に発売されたコンピレーション・アルバム『B-Sides』にも収録された。
アメリカで発売されたシングル盤では、B面に「マイ・タウン」が収録された。

## プロモーション
本作のリリースの直近で、パウエルが自動車事故により負傷したため、ミュージック・ビデオは制作されなかった。
パウエルが事故で負傷する前に、イギリスの音楽番組『トップ・オブ・ザ・ポップス』で2回披露された。その後の放送では3人で出演することが許可されなかったため、スタジオで観覧者が曲に合わせて踊るという処置がとられた。このほか、『Lift with Ayesha』では「ホット・クラブ」と共に披露された。

## シングル収録曲
| 全作詞・作曲: ノディ・ホルダー、ジム・リー。 |                                                               |                                             |                                             |      |
| #                                            | タイトル                                                      | 作詞                                        | 作曲・編曲                                  | 時間 |
| 1.                                           | 「スクゥイーズ・ミー、プリーズ・ミー」(Skweeze Me, Pleeze Me) | ノディ・ホルダー 、 ジム・リー （ 英語版 ） | ノディ・ホルダー 、 ジム・リー （ 英語版 ） | 3:27 |
| 2.                                           | 「ホット・クラブ」(Kill 'Em At The Hot Club Tonite)           | ノディ・ホルダー 、 ジム・リー （ 英語版 ） | ノディ・ホルダー 、 ジム・リー （ 英語版 ） | 3:20 |
| 合計時間:                                    | 合計時間:                                                     | 6:47                                        |                                             |      |

| 全作詞・作曲: ノディ・ホルダー、ジム・リー。 |                                                               |                              |                              |      |
| #                                            | タイトル                                                      | 作詞                         | 作曲・編曲                   | 時間 |
| 1.                                           | 「スクゥイーズ・ミー、プリーズ・ミー」(Skweeze Me, Pleeze Me) | ノディ・ホルダー、ジム・リー | ノディ・ホルダー、ジム・リー | 2:55 |
| 2.                                           | 「スクゥイーズ・ミー、プリーズ・ミー」(Skweeze Me, Pleeze Me) | ノディ・ホルダー、ジム・リー | ノディ・ホルダー、ジム・リー | 2:55 |
| 合計時間:                                    | 合計時間:                                                     | 5:50                         |                              |      |

| 全作詞・作曲: ノディ・ホルダー、ジム・リー。 |                                                               |                              |                              |      |
| #                                            | タイトル                                                      | 作詞                         | 作曲・編曲                   | 時間 |
| 1.                                           | 「スクゥイーズ・ミー、プリーズ・ミー」(Skweeze Me, Pleeze Me) | ノディ・ホルダー、ジム・リー | ノディ・ホルダー、ジム・リー | 2:55 |
| 2.                                           | 「マイ・タウン」(My Town)                                     | ノディ・ホルダー、ジム・リー | ノディ・ホルダー、ジム・リー | 3:05 |
| 合計時間:                                    | 合計時間:                                                     | 6:00                         |                              |      |

## クレジット
- ノディ・ホルダー - リード・ボーカル、ギター
- デイヴ・ヒル（英語版） - リードギター、バッキング・ボーカル
- ジム・リー（英語版） - ベース、バッキング・ボーカル
- ドン・パウエル（英語版） - ドラム

## チャート成績
| チャート (1973年)                 | 最高位 |
| --------------------------------- | ------ |
| オーストラリア (ARIA)             | 25     |
| オーストリア (Ö3 Austria Top 40)  | 12     |
| ベルギー (Ultratop 50 Wallonia)   | 16     |
| ベルギー (Ultratop 50 Flanders)   | 11     |
| オランダ (Single Top 100)         | 6      |
| フランス (SNEP)                   | 35     |
| ドイツ (GfK Entertainment charts) | 3      |
| アイルランド (IRMA)               | 1      |
| ノルウェー (VG-lista)             | 3      |
| スイス (Schweizer Hitparade)      | 4      |
| UK シングルス (OCC)               | 1      |

## カバー・バージョン
- Muska - アルバム『Muska』（1973年）に収録。タイトルは「Sä Oot Pliisu」となっている。
- ジェームス・ラスト - アルバム『Non Stop Dancing』（1974年）に収録。オーケストラによるインストゥルメンタルとしてカバーされた。
- Glam Rock All-Stars - アルバム『Glam Rock Party Supermix』（1998年）に収録。同じくスレイドのカバー曲「カモン!!」「クレイジー・ママ」「グッバイ・ジェーン」とのメドレー形式でカバー[17]。
- ドゥギー・ホワイト - トリビュート・アルバム『Slade Remade』（2001年）に収録[18]。